# Heinrich Peyer (Maler)

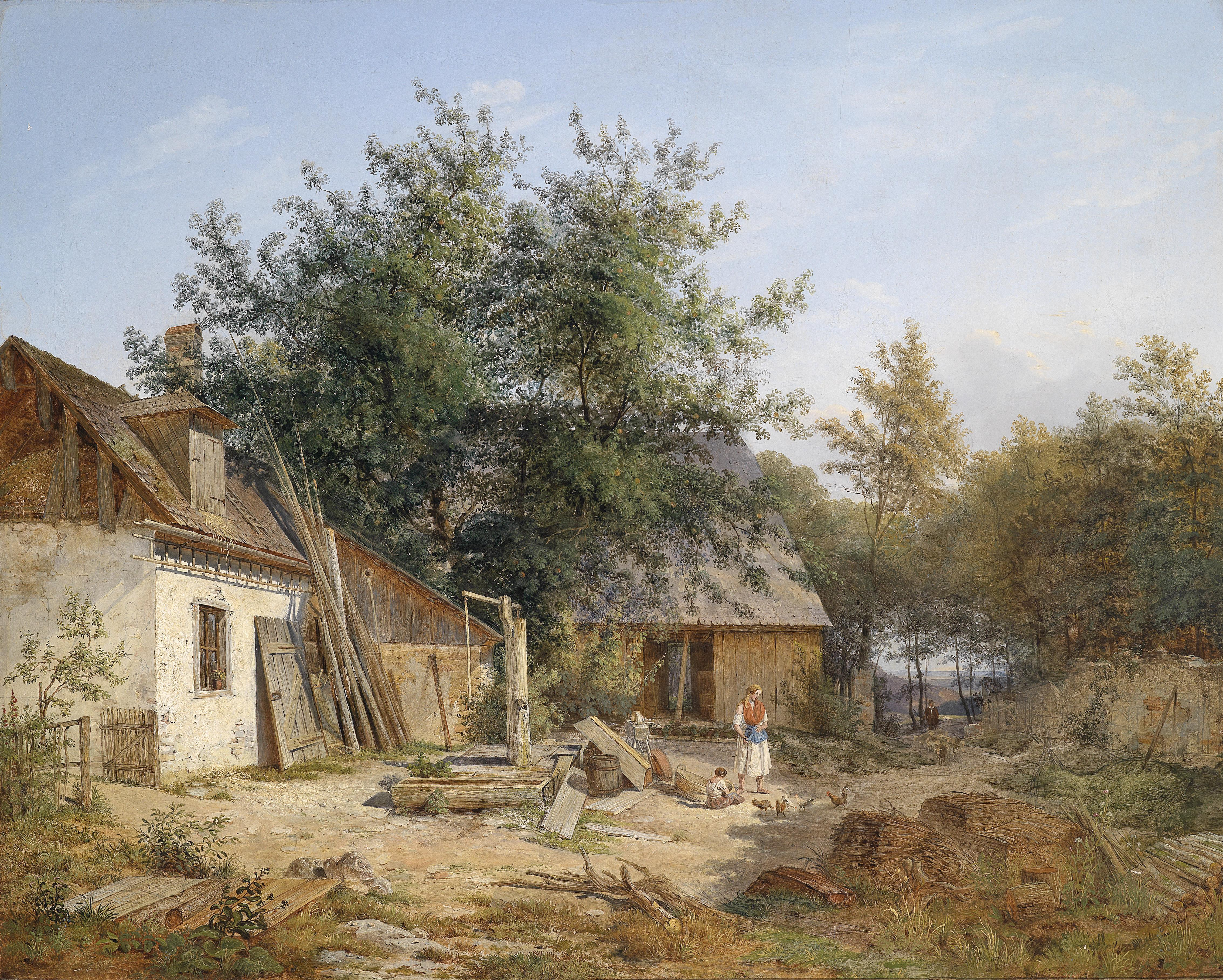
Bauernhof

Heinrich Peyer (* 1816 in Wien; † nach 1854) war ein österreichischer Landschaftsmaler.
Peyer studierte von 1839 bis 1843 an der Akademie der bildenden Künste Wien.
Er wurde in Wien als Landschaftsmaler tätig, bereiste die Kronländer der österreichisch-ungarischen Monarchie, u. a. Ungarn, Mähren und Oberösterreich, besuchte auch Bayern und sogar Wolhynien. Er zeigte seine Werke von 1844 bis 1854 auf den Wiener Akademieausstellungen im St. Annahof und von 1852 bis 1854 an den monatlichen Ausstellungen des österreichischen Kunstvereins.
Sein weiterer Lebenslauf nach 1854 bleibt unbekannt. Eine Ansicht von Gorizia ist mit „1877“ datiert.